# Стоян Христов (икономист)
Вижте пояснителната страница за други личности с името Стоян Христов.
Стоян Милчов Христов е изтъкнат български учен, икономист от Македония.

## Биография
Стоян Христов е роден в 1873 година в горноджумайското село Клисура, тогава в Османската империя, днес България. Заедно с родителите си се изселва в 1879 година в Осоица. В София Христов завършва гимназия, а след това в 1905 година завършва икономически науки в Брюксел, където защитава докторска дисертация. След това се завръша в България и дълги години работи в Българската земеделска банка. Христов е автор на множество публикации по социални и икономически въпроси. Жени се за дъщерята на Христо Ботев – Иванка. Бракът им трае кратко поради преждевременната смърт на Иванка. Стоян Христов умира в 1961 година в София.